# Okres Maków
Okres Maków (polsky Powiat makowski) je okres v polském Mazovském vojvodství. Rozlohu má 1064,56 km² a v roce 2020 zde žilo 44 438 obyvatel. Sídlem správy okresu je město Maków Mazowiecki.

## Gminy
Městská:
- Maków Mazowiecki

Městsko-vesnická:
- Różan

Vesnické:
- Czerwonka
- Karniewo
- Krasnosielc
- Młynarze
- Płoniawy-Bramura
- Rzewnie
- Sypniewo
- Szelków

## Města
- Maków Mazowiecki
- Różan

## Demografie
Počet obyvatel (informace z 30. června 2016):
|         | Celkem | Celkem | Ženy   | Ženy  | Muži   | Muži  |
|         | Osob   | %      | Osob   | %     | Osob   | %     |
| ------- | ------ | ------ | ------ | ----- | ------ | ----- |
| Celkem  | 45 845 | 100    | 23 016 | 50,20 | 22 829 | 49,80 |
| Město   | 12 674 | 100    | 27,65  | 14,63 | 5 967  | 13,02 |
| Vesnice | 33 171 | 100    | 16 309 | 35,57 | 16 862 | 36,78 |